# Yorkshire Radio
Yorkshire Radio var en engelsk digital radiokanal med sändningar över Yorkshire, England på DAB. Stationen ägdes av Leeds United AFC och direktsände klubbens a-lagsmatcher samt spelade musik. Den stängdes ned den 30 juli 2013.